# Anoplocurius altus
Anoplocurius altus là một loài bọ cánh cứng trong họ Cerambycidae.